# Valley Grande, Alabama
Valley Grande là một thành phố thuộc quận Dallas, tiểu bang Alabama, Hoa Kỳ. Dân số năm 2009 là 3794 người, mật độ đạt 44 người/km².